# David Cerdá García
David Cerdá García (Sevilla, 1972)es un filósofo y economista español. Además de escribir y traducir, ejerce como profesor, consultor conferenciante y mentor.

## Biografía
Nació en Sevilla (1972). Tras licenciarse en Ciencias Empresariales en la Universidad de Sevilla (1995), realizó varios programas de posgrado en el ámbito de la empresa —MBA, dirección de logística y producción y gestión del capital intelectual y los recursos humanos— en la Universidad Politécnica de Madrid. Completó su formación universitaria con un grado y máster en Filosofía en la UNED y se doctoró en esta especialidad en la Universidad de Sevilla.Posteriormente realizó el Growing Leaders Program, en Ashridge Business School (Reino Unido).
Sus campos de investigación preferente son: la creatividad y la innovación, el pensamiento crítico y la ética, la educación, la comunicación, el liderazgo y las personas en las organizaciones. El nexo común de estos estudios es el comportamiento humano, que aborda con un enfoque multidisciplinar y con el fin práctico de mejorar la toma de decisiones (personales, profesionales y civiles).
Colabora en diversos medios de comunicación, tanto escritos —La Gaceta de la Iberosfera, ABC, Harvard Business Review, La Iberia y Disidentia— como en intervenciones radiofónicas y televisivas, podcast y streaming. Ha impartido conferencias en diversos países y en seis idiomas, y ha traducido obras de William Shakespeare, Rainer María Rilke, Gustave Thibon, C.S. Lewis, G. K. Chesterton, Alexis de Tocqueville, Alasdair MacIntyre o Roger Scruton entre otros.

## Publicaciones
Entre sus publicaciones se encuentran:
- El bien es universal. Una defensa de la moral objetiva, Madrid, Rialp, 2025, 116 pp., ISBN: 9788432170119.
- El dilema de Neo: ¿Cuánta verdad hay en nuestras vidas?, Madrid, Rialp, 2024, 280 pp., ISBN: 9788432166679.[8]
- Filosofía andante, Madrid, Ediciones Monóculo, 2023, 208 pp., ISBN: 9788412437096.[9][10]
- Ética para valientes: el honor en nuestros días, Madrid, Rialp, 2022, 391 pp., ISBN: 9788432160554.[11][12]
- El buen profesional: primeros y segundos pasos en el ámbito laboral, Madrid, Rialp, 2019, 172 pp., ISBN: 9788432151118.[13]
- Sangre en la hierba (Los porqués del fútbol), Madrid, Funambulista, 2018, 128 pp., ISBN: 9788494810480.[14]
- La organización viva. Por qué algunas organizaciones despuntan y otras de marchitan en el siglo XXI, Madrid, Unión Editorial, 2018, 120 pp., ISBN: 9788472097247.
- La deriva de la educación superior, Madrid, Funambulista, 2017, 264 pp., ISBN: 9788494712975.[15][16]
- Alrededor de los libros: (y otros ensayos filosóficos), Madrid, Rialp, 2015, 79 pp., ISBN: 9788432144806.[17]